# Syntomaula
Syntomaula là một chi bướm đêm thuộc họ Cosmopterigidae.